# Le Rossignol des montagnes
Pour les articles homonymes, voir Rossignol (homonymie).
Le Rossignol des montagnes (El ruiseñor de las cumbres) est un film espagnol réalisé par Antonio del Amo, sorti en 1958. 

## Synopsis
Le jeune Josélito garde des moutons dans les collines et descends voir ses parents une fois par semaine au village, il donne l'argent qu'il a gagné à sa mère mais ne voit jamais son père qui mène une vie d'alcoolique violent à l'insu de son fils.
Arrivé un jour à l'improviste, Josélito surprend son père saoul qui frappe sa mère et lui subtilise de l'argent pour aller boire. Très traumatisé par cette scène, le garçon s'enfuit et rejoint Pépino, un vagabond qui l'avait entendu chanter et l'avait invité à le suivre pour gagner de l'argent en se produisant dans des foires. Il se dit orphelin et s'attache à cet homme, non sans défauts, mais au grand cœur, l'adoptant comme père de substitution. Après quelques aventures, il retrouvera ses parents et son père revenu dans le droit chemin.

## Fiche technique
- Titre original : El ruiseñor de las cumbres
- Réalisation : Antonio del Amo
- Scénario : Jaime García Herranz
- Photographie : Juan Mariné
- Musique : Augusto Algueró
- Montage : Petra de Nieva
- Durée : 90 min

## Distribution
- Joselito : Joselito
- Roberto Camardiel : Peppino
- Dolores Villaespesa : la mère (sous le nom de "Lola Villaespesa")
- Antonio Casas : le père
- Aníbal Vela
- Félix Fernández
- José Moratalla
- Adela Carboné
- Domingo Rivas
- Rosa Fúster
- Juan García Delgado
- Juana Cáceres
- José Cuenca
- Francisco Gómez Delgado
- Emilia Zambrano
- Mery Leyva : (sous le nom de "Mary Leiva")
- María Teresa Campos
- Carmelo G. Robledo
- José Mayordomo